# Christel Beslmeisl
Christel Beslmeisl (* 11. Januar 1940 in Fürth als Christel Deindörfer; † 20. August 2024) war eine deutsche Gewerkschafterin.

## Leben und Beruf
Beslmeisl besuchte die Volksschule und die Staatliche Handelsschule in Fürth und erreichte die mittlere Reife. Von 1958 an arbeitete sie als Sekretärin in verschiedenen Betrieben, 1960 wechselte sie in die Bezirksleitung der Gewerkschaft Holz und Kunststoff in Fürth. Nach einem Abendstudium in Betriebswirtschaft an der Berufsfortbildungsakademie wurde sie 1971 Geschäftsführerin der Gewerkschaft Holz und Kunststoff. 1978 stieg sie zur Bezirksleiterin der Gewerkschaft Holz und Kunststoff in Nordbayern auf. Sie gehörte dem Vorstand der AOK Mittelfranken, der Vertreterversammlung der Holz-Berufsgenossenschaft, dem Beirat des berufsgenossenschaftlichen und arbeitsmedizinischen Dienstes, dem Unfallverhütungs-Ausschuss und dem Verwaltungsrat des Landesarbeitsamtes Nordbayern an.
Lange Jahre engagierte sich Beslmeisl beim Sportverein Tuspo Fürth, sie gehörte dort dem Ältestenrat an und war Ehrenmitglied des Vereins. Nachdem dieser 2003 mit der SpVgg Greuther Fürth verschmolzen wurde, gehörte sie dort vier Lahre lang dem Wirtschaftsbeirat an.

## Politik
Von 1986 bis zur Auflösung 1999 war Beslmeisl Mitglied des Bayerischen Senats, dessen zweite Vizepräsidentin sie von 1994 bis 1998 und dessen erste Vizepräsidentin sie in den letzten beiden Jahren war. Ab 1990 gehörte sie ferner dem Stiftungsrat der Bayerischen Landesstiftung an. Im Februar 2024 wurde sie für ihre 60-jährige Mitgliedschaft in der SPD geehrt.

## Ehrungen
- 1993: Bayerischer Verdienstorden
- 1996: Bundesverdienstkreuz am Bande
- 2003: Goldenes Kleeblatt der Stadt Fürth
- Seit 2004 trägt die Christel-Beslmeisl-Stiftung ihren Namen